# 劉廷安
劉廷安（Lin Ting-An）是中國人壽保險（海外）股份副董事長及總裁。

## 背景
- 中國人民大學經濟碩士學位
- 牛津大學貨幣政策及金融市場獎學金
- 中國高級經濟師
- 香港特許秘書公會會員

## 公職（成員）
- 香港聯合交易所
- 香港特別行政區政府保險業咨詢委員會
- 香港保險業聯會壽險總會
- 香港中國企業協會
- 香港董事學會理事會
- 2013年金融發展局成員